# José Eleuterio González
José Eleuterio González Mendoza (Guadalajara, Jalisco; 20 de febrero de 1813 - Monterrey, Nuevo León; 4 de abril de 1888) fue un médico, botánico, político y filántropo. Fundó el primer hospital público y la primera universidad pública en el estado de Nuevo León. También llegó a ser gobernador del Estado de Nuevo León en tres ocasiones (una de forma constitucional y dos de manera interina). Al morir dejó sus bienes a la Escuela de Medicina y al Hospital Civil que hoy llevan su nombre.

## Biografía

### Los primeros años
José Eleuterio González nació el 20 de febrero de 1813 en la ciudad de Guadalajara, en una familia encabezada por Matías González, un militar del ejército virreinal, y por Josefa Mendoza de González. Su padre murió en la lucha de independencia cuando José Eleuterio tenía apenas cinco años de edad, quedando bajo la tutela de su tío materno, quién lo educó hasta los doce años. A esa edad ingresó al Seminario de Guadalajara para cursar materias de filosofía, retórica, etimologías y literatura clásica. 
A los 17 años se inscribió en la Escuela de Medicina de Guadalajara, una de las más antiguas del país. Comenzó trabajando como ayudante de su maestro en el Hospital San Juan de Dios administrado por los Monjes Juaninos, una orden religiosa dedicada a servir a los enfermos. Ahí conoció a Fray Gabriel María Jiménez, un paciente oriundo de Monterrey que llegó enfermo de tuberculosis. Estuvo más de un año bajo los cuidados de Eleuterio y se forjó entre ellos una gran amistad. Por cuestiones de salud Jiménez tenía que viajar a la ciudad de San Luis Potosí e invitó a Eleuterio a irse con él, prometiéndole conseguir un empleo en otro hospital manejado por la misma orden. Como su tío había muerto por esas fechas y empezaba a experimentar dificultades económicas, aceptó la invitación.
El 7 de octubre de 1830 llegó a la ciudad de San Luis Potosí y obtuvo empleo como practicante segundo en el hospital, devengando un sueldo de veinte pesos mensuales y quedando como aprendiz del doctor Pablo Cuadriello y del internista Pascual Aranda. La salud del fraile Jiménez empeoró y decidió acompañarlo a Monterrey para que pasara con su familia sus últimos días. El 12 de noviembre de 1833 llegó a la ciudad y fue nombrado practicante primero del Hospital del Rosario, el único que existía en la localidad.

### Trayectoria política
El Hospital del Rosario era sostenido por el obispo de Linares, José María de Belaunzarán y Ureña, quién le tomó gran aprecio por los servicios prestados al fraile Jiménez. Por esas fechas el director del hospital decidió marcharse a la ciudad de León y Gonzalitos fue ascendido a director interino de la institución. El estar bajo la responsabilidad de un hospital a una edad tan temprana y sin título de medicina lo obligó a prepararse de una manera casi autodidacta. El 1 de abril de 1835 abrió la cátedra de farmacia en la botica del hospital ante la necesidad imperiosa de formar boticarios en la ciudad. Comenzó con solo cuatro alumnos que graduaría años más tarde por su propia autoridad, pues todavía no existía una escuela de medicina o farmacéutica en la localidad.
El 6 de enero de 1836 Gonzalitos contrae nupcias con Carmen Arredondo, hija del general José Joaquín de Arredondo, jefe militar de las Provincias Internas de Oriente durante la guerra de independencia. Seis años después la pareja se separó sin procrear hijos. De acuerdo con algunos testimonios, el rompimiento con su joven esposa lo afectaría hasta el día de su muerte y lo motivaría a dedicarse de tiempo completo a ejercer la medicina. Se dice que doña Carmen Arredondo se fijó en un general que había llegado a Nuevo León; ese general era Mariano Arista quien llegaría al Estado a controlar las guerrillas.
Don Mariano Arista mandó traer naranjo en flor desde Montemorelos para hacer un sarao y presentar a su amada ante la sociedad nuevoleonesa. Se cuenta que una noche tocan a la puerta del doctor González, avisando que había un herido; al momento de llegar a la choza donde se encontraba el herido, grande fue su sorpresa al descubrir que tal era el general Arista, quien le había robado el amor de su vida; sin pensarlo, Gonzalitos lo curó. Inclusive lo visitó varias veces hasta cerciorarse de que estuviera bien.
El 8 de marzo de 1842, nueve años después de hacerse responsable del Hospital del Rosario, obtuvo el título de médico al aprobar el examen de la Junta de Salubridad. Un mes después abrió el curso de ciencias médicas, para lo cual decidió emplear los textos y el programa de estudios de la Escuela de Medicina de México, que complementó con sus apuntes personales. Cuatro de sus primeros cinco alumnos terminarían su carrera en otras instituciones. El quinto, Blas María Diez, se convertiría a la postre en el primer médico graduado en Nuevo León.

### La Escuela de Medicina
El año de 1853 abrió un curso de obstetricia para hombres y mujeres. Dos años antes había sido elegido presidente del Consejo de Salubridad en el estado. Comenzó a enfocar sus esfuerzos en abrir la primera universidad pública en la región, lo consiguió en el año de 1859 con la apertura del Colegio Civil, de cuya Escuela de Medicina se hizo cargo.
La Escuela de Medicina operaba en su primer año en un cuarto de la casona del obispo que había sido incautada en la Guerra de Reforma y contaba con seis catedráticos y quince alumnos. A la llegada del ejército francés se vio obligada a cerrar sus puertas y sesionar en la clandestinidad entre 1865 y 1866, al ser impartidas las clases en los domicilios de los profesores. El conde Liverman, un médico austriaco que llegó con las tropas francesas decidió nominarlo a la Orden de Guadalupe que otorgaba el emperador Maximiliano, honor que rechazó.
Tras la llegada de las tropas de Mariano Escobedo, Monterrey quedó nuevamente en manos del ejército republicano y con ello la Facultad de Medicina pudo reabrir sus puertas. Previamente Gonzalitos había trabado buenas amistades con los altos mandos liberales desde hacía un par de años atrás cuando ayudó a la esposa del presidente Juárez en labores de parto mientras la pareja residía temporalmente en la ciudad. Sus incursiones en la política fueron esporádicas pero importantes: en varias ocasiones fungió como gobernador del estado, sobre todo como interino durante la administración de Jerónimo Treviño.
Al poco tiempo Gonzalitos empezó a experimentar problemas de visión a causa de una complicación en una cirugía de cataratas y de un padecimiento hepático que se le detectó en el año de 1883. Sus últimos años los pasó ciego, sin embargo no interrumpió sus labores de docencia y supervisión del hospital que desempeñaba auxiliado por alumnos y asistentes. Finalmente, a las once de la noche del 4 de abril de 1888 falleció, y fue sepultado en la capilla del Hospital Civil. Sus restos fueron inhumados en dos ocasiones para finalmente ubicarlos desde 1982 en el jardín de la Facultad de Medicina de la Universidad Autónoma de Nuevo León.
Se le declaró Benemérito del Estado, en 1867, ratificado con un segundo decreto en 1873, como protector de la juventud y benefactor de la humanidad. En vida fue erigida en su honor la municipalidad de Doctor González, por decreto n.º 18 de 5 de noviembre de 1883.
El legado de Gonzalitos y su método de enseñanza ha perdurado durante años. Actualmente la Facultad de Medicina es famosa por su método de enseñanza autodidacta al aplicar los mismos principios que utilizó Gonzalitos desde sus primeros años de aprendizaje y docencia. Actualmente los habitantes de la ciudad de Monterrey en especial los de tercera edad  siguen considerando a la Facultad de Medicina y al Hospital Universitario "Dr. José Eleuterio González" como la mejor del Estado de Nuevo León por su tradición en la calidad en la enseñanza y humanismo. 
Se le recuerda con monumentos en el Hospital Universitario (Joaquín Arias), la Facultad de Medicina (Miguel Giacomino) y en la Avenida José Eleuterio González "Gonzalitos" de la capital regiomontana, la cual lleva su nombre.
Su espíritu sigue alentando la flama de la verdad en el Hospital Universitario.